# Biserica medievală de la Ogășele
Biserica medievală de la Ogășele, în prezent dispărută, a fost cel mai vechi monument istoric aflat în intravilanul municipiului Reșița, pe strada Petru Maior. Întregul ansamblu se află clasificat ca monument istoric sub cod LMI CS-I-a-A-10770.
În anii 1983 și 1985 au fost efectuate săpături de salvare, ocazie cu care au fost identificate 33 de morminte cu inventar funerar din secolele XIV-XV.
În anul 2004 Institutul Național al Patrimoniului a constatat conservarea improprie a ruinelor.
Conform istoricului Mircea Rusnac ruinele bisericii de la Ogășele au fost rase de pe fața pământului cu lama buldozerului în anul 2010.